# Ngadirejo (Kota Kediri)
Ngadirejo is een bestuurslaag in het regentschap Kediri van de provincie Oost-Java, Indonesië. Ngadirejo telt 9795 inwoners (volkstelling 2010).